# Manchester United F.C. mùa bóng 1989–90
Mùa giải 1989–90 là mùa giải thứ 88 của Manchester United trong Liên đoàn bóng đá, và mùa giải thứ 15 liên tiếp của họ ở giải đấu hàng đầu của hệ thống bóng đá Anh.
Đây là mùa giải tệ nhất của Manchester United  kể từ khi họ xuống hạng từ giải hạng nhất 15 năm trước đó, khi họ đứng thứ 13 trên BXH, và đến giáng sinh, tiếp tục có những lời kêu gọi từ người hâm mộ về việc Alex Ferguson bị sa thải khỏi vị trí huấn luyện viên. Tuy nhiên, Mu đã kết thúc mùa giải với chức vô địch FA Cup khi đánh bại Crystal Palace với tỷ số 1–0 trong trận đá lại sau khi hòa 3–3 ở trận đầu tiên. Đây là danh hiệu lớn đầu tiên của họ trong 5 năm, và là danh hiệu đầu tiên kể từ khi bổ nhiệm Alex Ferguson làm huấn luyện viên.
Mùa giải sau đó cũng chứng kiến đội bóng tham gia thi đấu tại châu Âu với tư cách là đại diện của Anh tại UEFA European Cup Winners 'Cup 1990–91, sau đó đội đã đánh bại Barcelona trong trận chung kết để lên ngôi vô địch. Với chức vô địch cúp C2 năm 1991, MU trở thành câu lạc bộ Anh đầu tiên giành được danh hiệu châu ÂU sau khi lệnh cấm các câu lạc bộ Anh thi đấu ở các giải đấu cúp châu Âu kéo dài 5 năm do thảm họa Heysel năm 1985 mãn hạn.
Mùa bóng 1989–90 chứng kiến Mark Hughes đứng đầu dnah sáhc ghi bàn của câu lạc bộ trong năm thứ hai khoác áo đội chủ sân Old Trafford, câu lạc bộ chào đón bốn bản hợp đồng lớn mới vào đầu mùa giải - Danny Wallace, Neil Webb, Paul Ince và Gary Pallister.
Tiền đạo trẻ Mark Robins thường xuyên được ra sân trong đội hình chính mùa này, anh thường được tung vào sân từ ghế dự bị và ghi được 10 bàn thắng - trong đó có bàn thắng ấn định chiến thắng trước Nottingham Forest ở vòng 3 FA Cup. Lee Martin, người đã ghi bàn quyết định trong trận đấu lại chung kết FA Cup, trở thành sự lựa chọn số một bên hành lang cánh trái.
Mùa giảicũng chứng kiến nỗ lực mua câu lạc bộ của doanh nhân Michael Knighton sau khi chủ tịch Martin Edwards xem xét bán câu lạc bộ với giá 10 triệu bảng. Vụ mua bán này đã thất bại sau khi Knighton bị phát hiện không có đủ tiền để duy trì câu lạc bộ. Giai đoạn này được nhớ đến nhiều nhất đối với Knighton - mặc bộ quần áo bóng đá và áo thể thao của United - thực hiện thói quen mặc uppie trước trận mở màn mùa giải trên sân nhà trước Arsenal. Theo Alex Ferguson trong cuốn tự truyện của mình (xuất bản gần một thập kỷ sau), màn phô trương này khiến Ferguson khó chịu vì ông cảm thấy nó gây bất lợi cho sự chuẩn bị của đội mình cho trận đấu sắp tới - mặc dù United đã giành chiến thắng 4–1 trước các nhà đương kim vô địch.
Ferguson cũng tiết lộ trong cuốn tự truyện rằng bất chấp phong độ tệ hại của Manchester United trong nửa đầu mùa giải, ông được ban lãnh đạo câu lạc bộ đảm bảo rằng vị trí huấn luyện viên của ông không bao giờ gặp rủi ro; mặc dù tự nhiên thất vọng với sự kém tiến bộ của câu lạc bộ trong giải đấu, họ hiểu lý do của điều này - cụ thể là một số cầu thủ chủ chốt, bao gồm cả Neil Webb, không thể thi đấu dài hạn do chấn thương. Tuy nhiên, Ferguson cũng thừa nhận trong cuốn tự truyện của mình rằng ông đã không đạt được thành công với United trong mùa giải đó, ông sợ rằng áp lực của người hâm mộ và truyền thông đối với ban lãnh đạo câu lạc bộ để sa thải ông. Đã có rất nhiều lời kêu gọi từ người hâm mộ trong mùa giải về việc sa thải Ferguson, và các báo cáo truyền thông cho rằng cựu huấn luyện viên của Everton, Howard Kendall sẽ được bổ nhiệm làm người kế nhiệm ông; Kendall đã được bổ nhiệm bởi đối thủ truyền kiếp trong các trận derby Manchester là Manchester City trong mùa giải. Tương tự, cũng có thông tin cho rằng Knighton muốn chiêu mộ huấn luyện viên đội tuyển Anh Bobby Robson, người đã tuyên bố từ chức sau FIFA World Cup 1990; sau khi thương vụ Knighton mua lại United đổ bể đã dẫn đến việc Robson trở thành huấn luyện viên của PSV Eindhoven sau khi World Cup hạ màn.

## Giao hữu trước mùa giải
| Ngày                 | Đối thủ              | Sân nhà/khách | Tỉ số      | Cầu thủ ghi bàn                 | Số lượng khán giả |
| -------------------- | -------------------- | ------------- | ---------- | ------------------------------- | ----------------- |
| 30 tháng 1989        | Thailand National XI | A             | 1–1 (4–2p) | Robson                          | 12,000            |
| 2 tháng 8 năm 1989   | Everton              | N             | 1–3        | Webb                            | 8,000             |
| 7 tháng 8 năm1989    | Japan National XI    | A             | 1–0        | Robins                          | 40,000            |
| 11 tháng 8 năm 1989  | Bristol City         | A             | 3–2        | McClair, Webb, Beardsmore       | 9,799             |
| 13 tháng 8 năm 1989  | Manchester City      | H             | 0–2        |                                 | 19,958            |
| 12 tháng 9 năm 1989  | Torquay United       | A             | 1–0        | Duxbury                         | 4,108             |
| 26 tháng 9 năm 1989  | Hearts               | A             | 4–2        | Wallace, Blackmore (2), McClair | 9,001             |
| 17 tháng 10 năm 1989 | St Johnstone         | A             | 1–0        | McClair                         | 9,788             |

## Giải vô địch quốc gia
| Ngày                 | Đối thủ             | Sân nhà/ khách | Tỉ số | Cầu thủ ghi bàn                                  | Số lượng khán giả | Thứ hạng |
| -------------------- | ------------------- | -------------- | ----- | ------------------------------------------------ | ----------------- | -------- |
| 19 tháng 8 năm 1989  | Arsenal             | H              | 4–1   | Bruce 2', Hughes 63', Webb 79', McClair 83'      | 47,245            | 1        |
| 22 tháng 8 năm 1989  | Crystal Palace      | A              | 1–1   | Robson 19'                                       | 22,423            | 1        |
| 26 tháng 8 năm 1989  | Derby County        | A              | 0–2   |                                                  | 22,175            | 9        |
| 30 tháng 8 năm 1989  | Norwich City        | H              | 0–2   |                                                  | 41,610            | 14       |
| 9 tháng 9 năm 1989   | Everton             | A              | 2–3   | McClair 57', Beardsmore 66'                      | 37,916            | 16       |
| 16 tháng 9 năm 1989  | Millwall            | H              | 5–1   | Hughes (3) 13', 75', 85', Robson 43', Sharpe 60' | 42,746            | 11       |
| 23 tháng 9 năm 1989  | Manchester City     | A              | 1–5   | Hughes 50'                                       | 43,246            | 14       |
| 14 tháng 10 năm 1989 | Sheffield Wednesday | H              | 0–0   |                                                  | 41,492            | 17       |
| 21 tháng 10 năm 1989 | Coventry City       | A              | 4–1   | Bruce 5', Hughes (2) 29', 69', Phelan 65'        | 19,625            | 14       |
| 28 tháng 10 năm 1989 | Southampton         | H              | 2–1   | McClair (2) 16', 61'                             | 37,122            | 11       |
| 4 tháng 11 năm 1989  | Charlton Athletic   | A              | 0–2   |                                                  | 16,065            | 13       |
| 12 tháng 11 năm 1989 | Nottingham Forest   | H              | 1–0   | Pallister 44'                                    | 34,182            | 11       |
| 18 tháng 11 năm 1989 | Luton Town          | A              | 3–1   | Wallace 5', Blackmore 28', Hughes 76'            | 11,141            | 9        |
| 25 tháng 12 năm 1989 | Chelsea             | H              | 0–0   |                                                  | 46,975            | 10       |
| 3 tháng 12 năm 1989  | Arsenal             | A              | 0–1   |                                                  | 34,484            | 12       |
| 9 tháng 12 năm 1989  | Crystal Palace      | H              | 1–2   | Beardsmore 9'                                    | 33,514            | 12       |
| 16 tháng 12 năm 1989 | Tottenham Hotspur   | H              | 0–1   |                                                  | 36,230            | 13       |
| 23 tháng 12 năm 1989 | Liverpool           | A              | 0–0   |                                                  | 37,426            | 12       |
| 26 tháng 12 năm 1989 | Aston Villa         | A              | 0–3   |                                                  | 41,247            | 15       |
| 30 tháng 12 năm 1989 | Wimbledon           | A              | 2–2   | Hughes 74', Robins 75'                           | 9,622             | 15       |
| 1 tháng 1 năm 1990   | Queens Park Rangers | H              | 0–0   |                                                  | 34,824            | 15       |
| 13 tháng 1 năm 1990  | Derby County        | H              | 1–2   | Pallister 48'                                    | 38,985            | 15       |
| 21 tháng 1 năm 1990  | Norwich City        | A              | 0–2   |                                                  | 17,370            | 17       |
| 3 tháng 2 năm 1990   | Manchester City     | H              | 1–1   | Blackmore 70'                                    | 40,274            | 17       |
| 10 tháng 2 năm 1990  | Millwall            | A              | 2–1   | Wallace 65', Hughes 84'                          | 15,491            | 15       |
| 24 tháng 2 năm 1990  | Chelsea             | A              | 0–1   |                                                  | 29,979            | 16       |
| 3 tháng 3 năm 1990   | Luton Town          | H              | 4–1   | McClair 25', Hughes 33', Wallace 44', Robins 66' | 35,327            | 16       |
| 14 tháng 3 năm 1990  | Everton             | H              | 0–0   |                                                  | 37,398            | 16       |
| 18 tháng 3 năm 1990  | Liverpool           | H              | 1–2   | Whelan 80' (o.g.)                                | 46,629            | 16       |
| 21 tháng 3 năm 1990  | Sheffield Wednesday | A              | 0–1   |                                                  | 33,260            | 16       |
| 24 tháng 3 năm 1990  | Southampton         | A              | 2–0   | Gibson 66', Robins 88'                           | 20,510            | 16       |
| 31 tháng 3 năm 1990  | Coventry City       | H              | 3–0   | Hughes (2) 27', 36', Robins 87'                  | 39,172            | 16       |
| 14 tháng 4 năm 1990  | Queens Park Rangers | A              | 2–1   | Robins 68', Webb 74'                             | 18,997            | 14       |
| 17 tháng 4 năm 1990  | Aston Villa         | H              | 2–0   | Robins (2) 24', 45'                              | 44,080            | 13       |
| 21 tháng 4 năm 1990  | Tottenham Hotspur   | A              | 1–2   | Bruce 68' (pen.)                                 | 33,317            | 14       |
| 30 tháng 4 năm 1990  | Wimbledon           | H              | 0–0   |                                                  | 29,281            | 15       |
| 2 tháng 5 năm 1990   | Nottingham Forest   | A              | 0–4   |                                                  | 21,186            | 16       |
| 5 tháng 5 năm 1990   | Charlton Athletic   | H              | 1–0   | Pallister 36'                                    | 35,389            | 13       |

## FA Cup
| Ngày                | Vòng               | Đối thủ           | Sân nhà/ khách | Tỉ số        | Cầu thủ ghi bàn                      | Số lượng khán giả |
| ------------------- | ------------------ | ----------------- | -------------- | ------------ | ------------------------------------ | ----------------- |
| 7 tháng 1 năm 1990  | Vòng 3             | Nottingham Forest | A              | 1–0          | Robins 56'                           | 23,072            |
| 28 tháng 1 năm 1990 | Vòng 4             | Hereford United   | A              | 1–0          | Blackmore 86'                        | 13,777            |
| 18 tháng 2 năm 1990 | Vòng 5             | Newcastle United  | A              | 3–2          | Robins 19', Wallace 60', McClair 77' | 31,748            |
| 11 tháng 3 năm 1990 | Vòng 6             | Sheffield United  | A              | 1–0          | McClair 29'                          | 34,344            |
| 8 tháng 4 năm 1990  | Bán kết            | Oldham Athletic   | N              | 3–3 (a.e.t.) | Robson 29', Webb 72', Wallace 92'    | 44,026            |
| 11 tháng 4 năm 1990 | Bán kết (đá lại)   | Oldham Athletic   | N              | 2–1 (a.e.t.) | McClair 50', Robins 114'             | 35,005            |
| 12 tháng 5 năm 1990 | Chung kết          | Crystal Palace    | N              | 3–3 (a.e.t.) | Robson 35', Hughes (2) 62', 113'     | 80,000            |
| 17 tháng 5 năm 1990 | Chung kết (đá lại) | Crystal Palace    | N              | 1–0          | Martin 59'                           | 80,000            |

## Thống kê đội hình
| Vị trí | Tên                | Giải VĐQG | Giải VĐQG | FA Cup | FA Cup | League Cup | League Cup | Tổng cộng | Tổng cộng |
| Vị trí | Tên                | Trận      | Bàn       | Trận   | Bàn    | Trận       | Bàn        | Trận      | Bàn       |
| ------ | ------------------ | --------- | --------- | ------ | ------ | ---------- | ---------- | --------- | --------- |
| TM     | Mark Bosnich       | 1         | 0         | 0      | 0      | 0          | 0          | 1         | 0         |
| TM     | Jim Leighton       | 35        | 0         | 7      | 0      | 3          | 0          | 45        | 0         |
| TM     | Les SealeyC        | 2         | 0         | 1      | 0      | 0          | 0          | 3         | 0         |
| HV     | Viv Anderson       | 14(2)     | 0         | 4      | 0      | 1          | 0          | 19(2)     | 0         |
| HV     | Clayton Blackmore  | 19(9)     | 2         | 2(1)   | 1      | 0          | 0          | 21(10)    | 3         |
| HV     | Steve Bruce        | 34        | 3         | 7      | 0      | 2          | 0          | 43        | 3         |
| HV     | Mal Donaghy        | 13(1)     | 0         | 1      | 0      | 3          | 0          | 17(1)     | 0         |
| HV     | Mike Duxbury       | 12(7)     | 0         | 2(2)   | 0      | 1(1)       | 0          | 15(10)    | 0         |
| HV     | Colin Gibson       | 5(1)      | 1         | 1(1)   | 0      | 0          | 0          | 6(2)      | 1         |
| HV     | Lee Martin         | 28(4)     | 0         | 8      | 1      | 1          | 0          | 37(4)     | 1         |
| HV     | Gary Pallister     | 35        | 3         | 8      | 0      | 3          | 0          | 46        | 3         |
| HV     | Derek Brazil       | 0(1)      | 0         | 0      | 0      | 0          | 0          | 0(1)      | 0         |
| TV     | Russell Beardsmore | 8(13)     | 2         | 1(2)   | 0      | 1          | 0          | 10(15)    | 2         |
| TV     | Deiniol Graham     | 0(1)      | 0         | 0      | 0      | 0          | 0          | 0(1)      | 0         |
| TV     | Paul Ince          | 25(1)     | 0         | 6(1)   | 0      | 3          | 2          | 34(2)     | 2         |
| TV     | Ralph Milne        | 0(1)      | 0         | 0      | 0      | 0          | 0          | 0(1)      | 0         |
| TV     | Mike Phelan        | 38        | 1         | 7      | 0      | 3          | 0          | 48        | 1         |
| TV     | Bryan Robson       | 20        | 2         | 4      | 2      | 3          | 0          | 27        | 4         |
| TV     | Lee Sharpe         | 13(5)     | 1         | 0      | 0      | 1(1)       | 0          | 14(6)     | 1         |
| TV     | Neil Webb          | 10(1)     | 2         | 4      | 1      | 0          | 0          | 14(1)     | 3         |
| TĐ     | Mark Hughes        | 36(1)     | 13        | 8      | 2      | 3          | 0          | 47(1)     | 15        |
| TĐ     | Giuliano Maiorana  | 0(1)      | 0         | 0      | 0      | 0(1)       | 0          | 0(2)      | 0         |
| TĐ     | Brian McClair      | 37        | 5         | 8      | 3      | 3          | 0          | 48        | 8         |
| TĐ     | Mark Robins        | 10(7)     | 7         | 3(3)   | 3      | 0          | 0          | 13(10)    | 10        |
| TĐ     | Danny Wallace      | 23(3)     | 3         | 6(1)   | 2      | 2          | 1          | 31(4)     | 6         |

## Chuyển nhượng

### Đến
| Ngày                | Vị trí | Tên            | Từ                | Phí chuyển nhượng |
| ------------------- | ------ | -------------- | ----------------- | ----------------- |
| 1 tháng 7 năm 1989  | HV     | Mike Phelan    | Norwich City      | £750k             |
| 1 tháng 7 năm 1989  | TV     | Neil Webb      | Nottingham Forest | £1.5m             |
| 24 tháng 8 năm1989  | HV     | Brian Carey    | Cork City         | £100k             |
| 28 tháng 8 năm 1989 | HV     | Gary Pallister | Middlesbrough     | £2.3m             |
| 13 tháng 9 năm 1989 | TV     | Paul Ince      | West Ham United   | £2.4m             |
| 18 tháng 9 năm 1989 | TĐ     | Danny Wallace  | Southampton       | £1.2m             |
| 21 tháng 9 năm 1989 | TĐ     | Andy Rammell   | Atherstone United | £40k              |
| 6 tháng 6 năm 1990  | TM     | Les Sealey     | Luton Town        | Tự do             |
| 8 tháng 6 năm 1990  | HV     | Denis Irwin    | Oldham Athletic   | £625k             |
| 8 tháng 6 năm 1990  | HV     | Neil Whitworth | Wigan Athletic    | £45k              |

### Đi
| Ngày                 | Vị trí | Tên              | Đến              | Phí chuyển nhượng |
| -------------------- | ------ | ---------------- | ---------------- | ----------------- |
| Tháng 7 năm 1989     | DF     | Wayne Heseltine  | Oldham Athletic  | £40k              |
| 12 tháng 7 năm 1989  | DF     | Nicky Spooner    | Bolton Wanderers | không tiết lộ     |
| 3 tháng 8 năm 1989   | DF     | Paul McGrath     | Aston Villa      | £450k             |
| Tháng 8 năm 1989     | FW     | Norman Whiteside | Everton          | £750k             |
| 25 tháng 10 năm 1989 | FW     | Shaun Goater     | Rotherham United | £40k              |

### Mượn
| Từ                | Đến               | Vị trí | Tên           | Đội chủ quản      |
| ----------------- | ----------------- | ------ | ------------- | ----------------- |
| Tháng 12 năm 1989 | Tháng 12 năm 1989 | TM     | Les Sealey    | Luton Town        |
| January 1990      | Tháng 2 năm 1990  | TM     | Mark Crossley | Nottingham Forest |
| March 1990        | Tháng 4 1990      | TM     | Les Sealey    | Luton Town        |
| May 1990          | June 1990         | HV     | Rob McKinnon  | Hartlepool United |
| May 1990          | June 1990         | HV     | Chris Short   | Scarborough       |

### Cho mượn
| Từ                | Đến             | Vị trí | Tên         | Chuyển đến      |
| ----------------- | --------------- | ------ | ----------- | --------------- |
| Tháng 12 năm 1989 | Tháng 1 năm1990 | HV     | Mal Donaghy | Luton Town      |
| Tháng 1 năm 1990  | Tháng 2 1990    | TV     | Ralph Milne | West Ham United |